# Rangsdorf
Rangsdorf is een gemeente in de Duitse deelstaat Brandenburg, en ligt in de Landkreis Teltow-Fläming, te weten in de streek Fläming. De plaats ligt direct ten zuiden van de voorsteden van Berlijn.
Rangsdorf telde eind 2020 11.423 inwoners.

## Geografie en infrastructuur

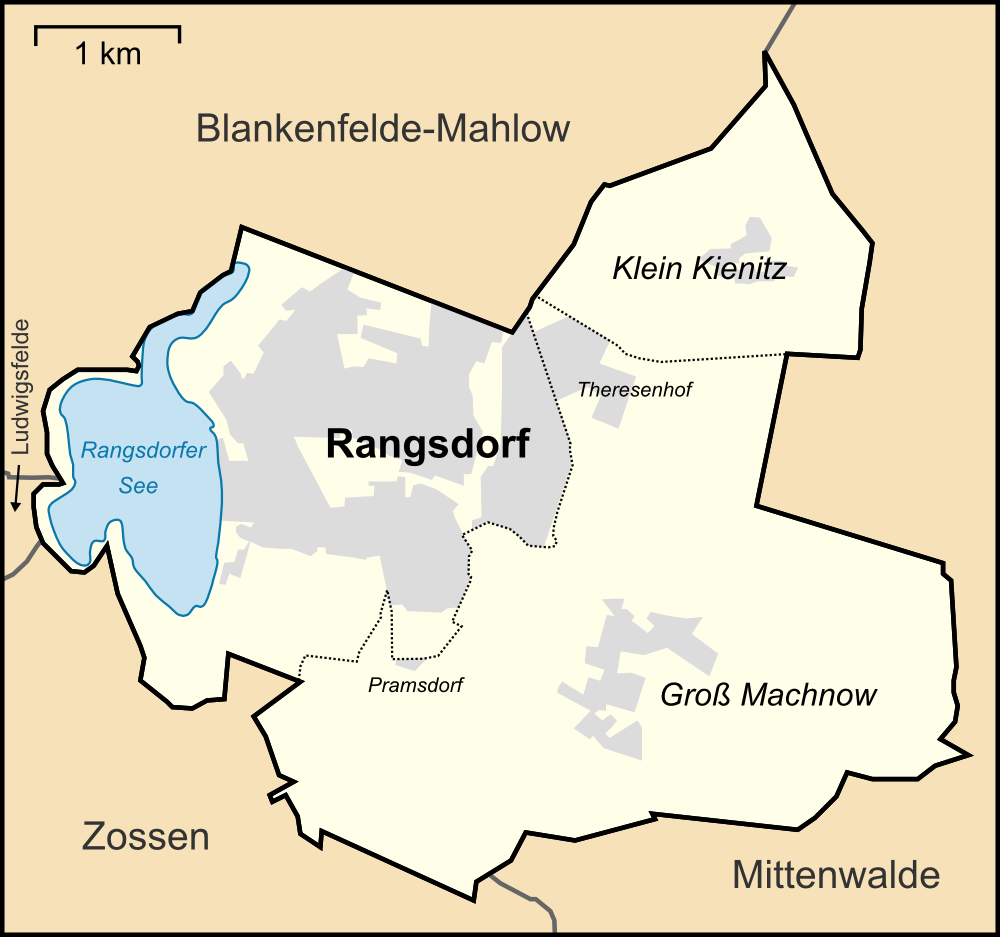
Rangsdorf, zijn Ortsteile en zijn buurgemeentes
Dorpswapen van Groß Machnow
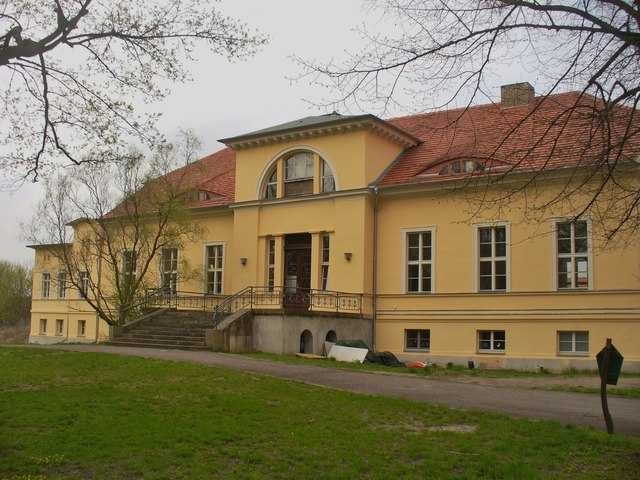
Landhuis Groß Machnow

Buurgemeentes van Rangsdorf zijn Blankenfelde-Mahlow in het noorden, Mittenwalde (Mark) in het oosten en Zossen in het zuiden. Blankenfelde-Mahlow is eigenlijk al een voorstadsgemeente van Berlijn.
Rangsdorf ligt in een licht heuvelachtig, tijdens de laatste beide kwartaire ijstijden gevormd, landschap, gedeeltelijk in de landstreek Fläming, voor een ander deel in de landstreek Teltow.

### Verkeer en vervoer

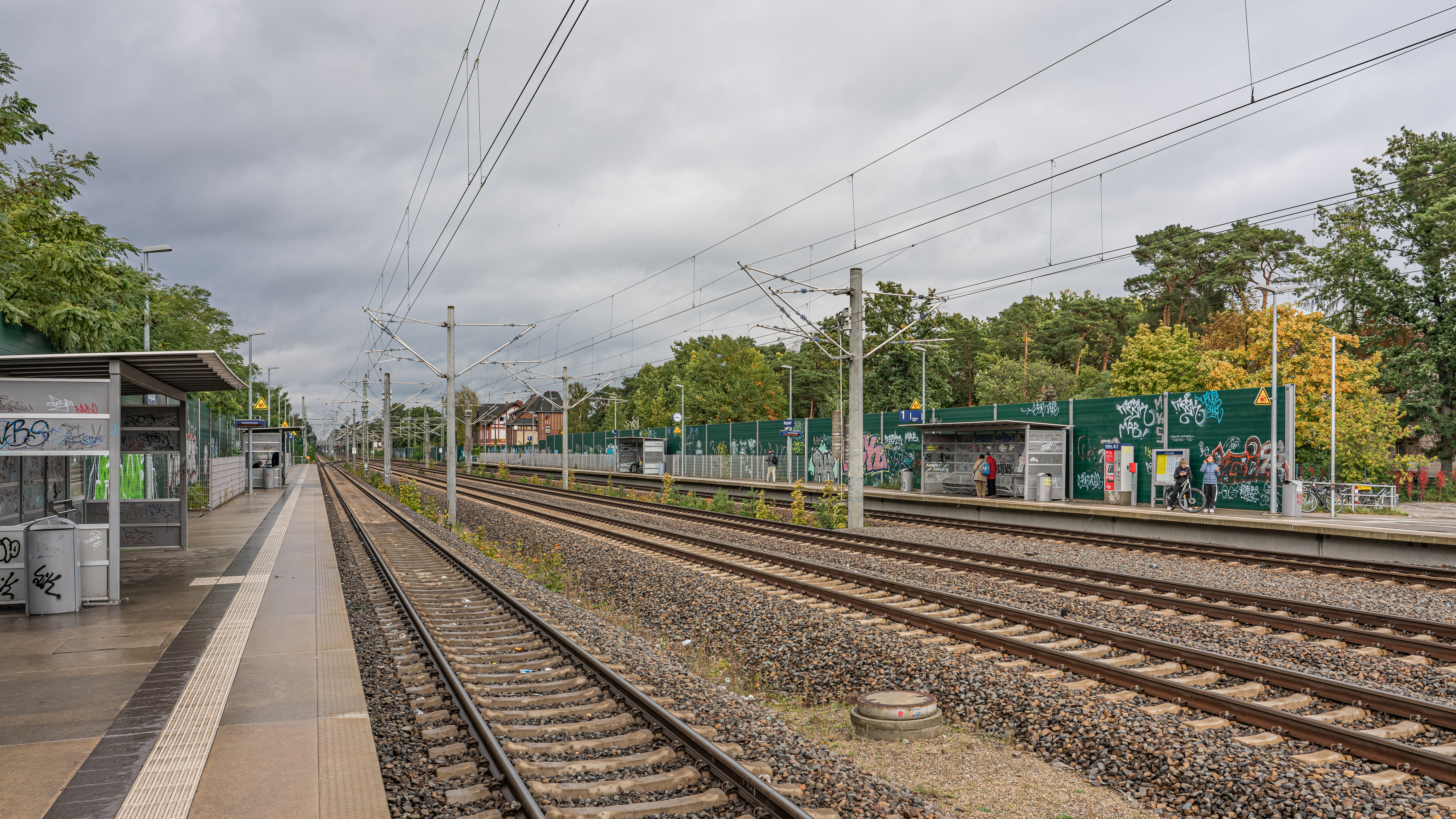
Station (foto uit 2022)
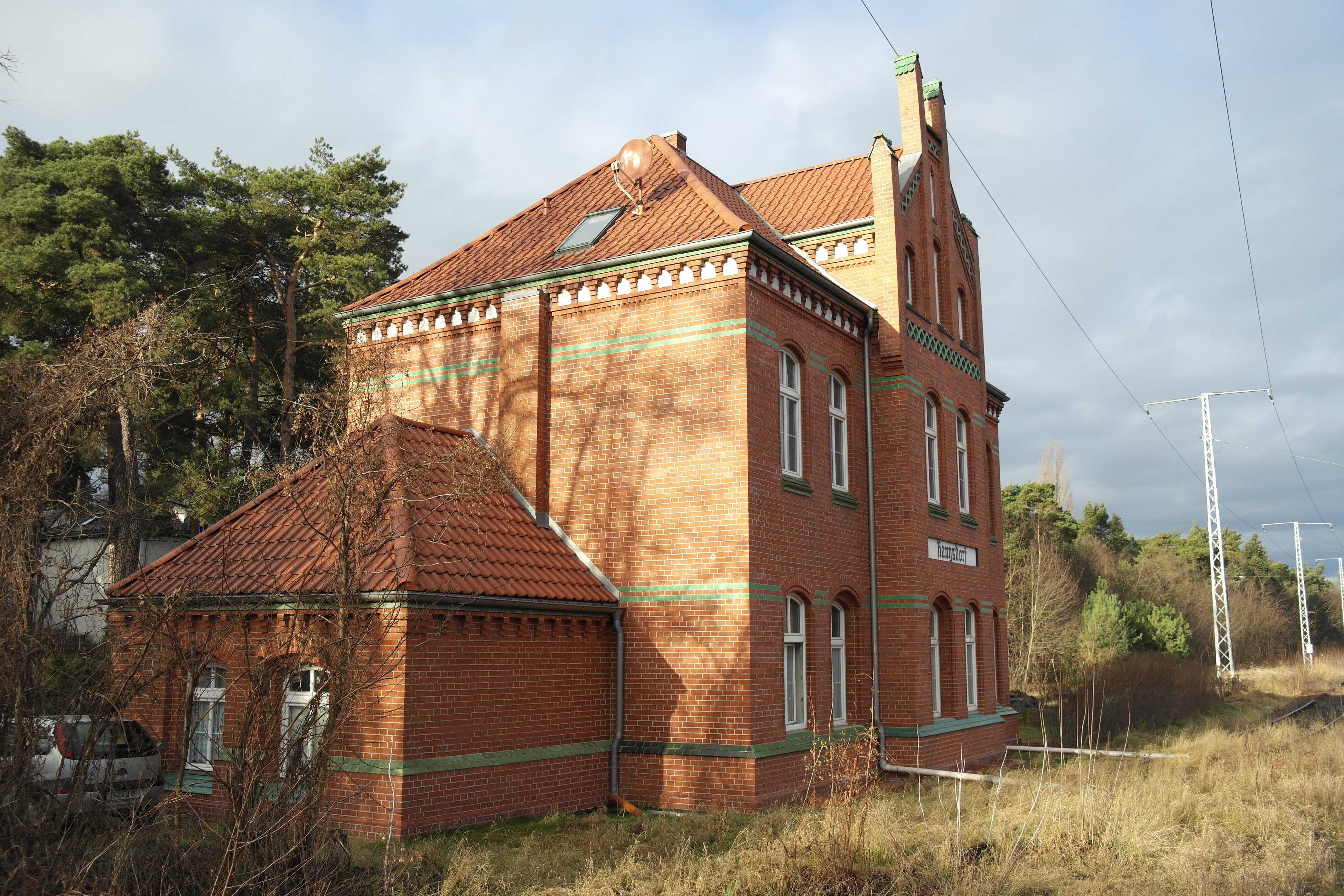
Woning (1900; onder monumentenzorg), voormalig militair stationsgebouw van Rangsdorf

Bij Rangsdorf kruist de oost-westverbinding Autobahn A 10 op haar afrit nummer 12 de noord-zuidverbinding de Bundesstraße 96. Bij die wegkruising staat een Van der Valk-hotel.
Rangsdorf heeft sinds 1875 een station aan de spoorlijn Berlijn - Dresden, op 24 km ten zuiden van station Berlijn- Anhalter Bahnhof.
Hemelsbreed 10, maar over de weg meer dan 15 km ten noordoosten van Rangsdorf ligt een groot vliegveld, de Flughafen Berlin Brandenburg.

## Economie
Bij de kruising van de A10 en de B96 bevindt zich zowel ten noorden als ten zuiden van de autosnelweg een uitgestrekt bedrijventerrein. Er zijn enkele grote distributiecentra, alsmede enige groothandels- en bouwbedrijven, garages en winkels gevestigd. Een derde, soortgelijk bedrijventerrein is gelegen aan de noordoostelijke rand van Groß-Machnow.
De gemeente huisvest talrijke woonforensen, die een werkkring in het naburige  Berlijn  hebben.
Het aanwezige natuurschoon en de mogelijkheid tot watersportrecreatie hebben een niet onbelangrijk toerisme doen ontstaan.

## Geschiedenis

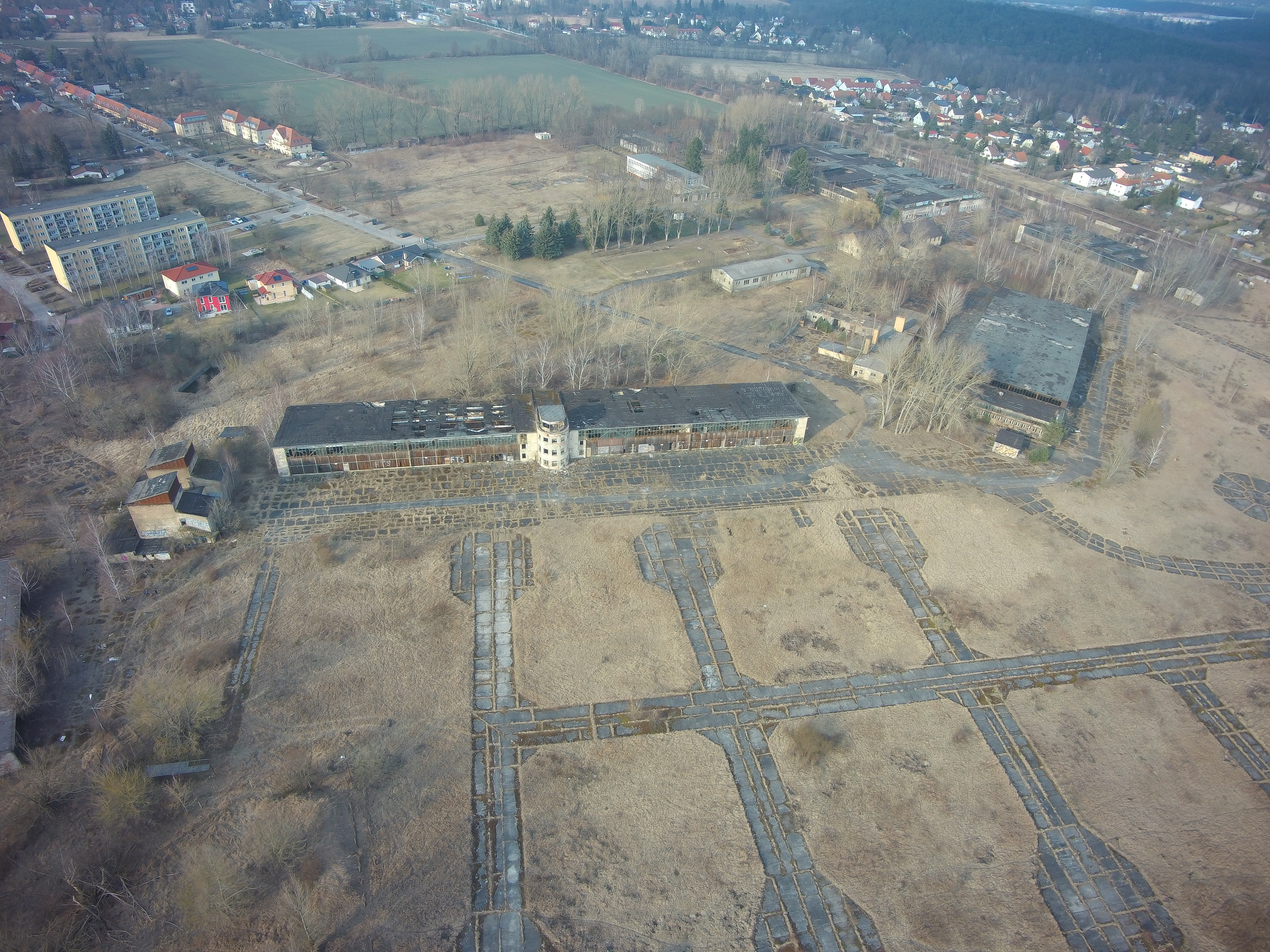
Voormalig vliegveld Rangsdorf
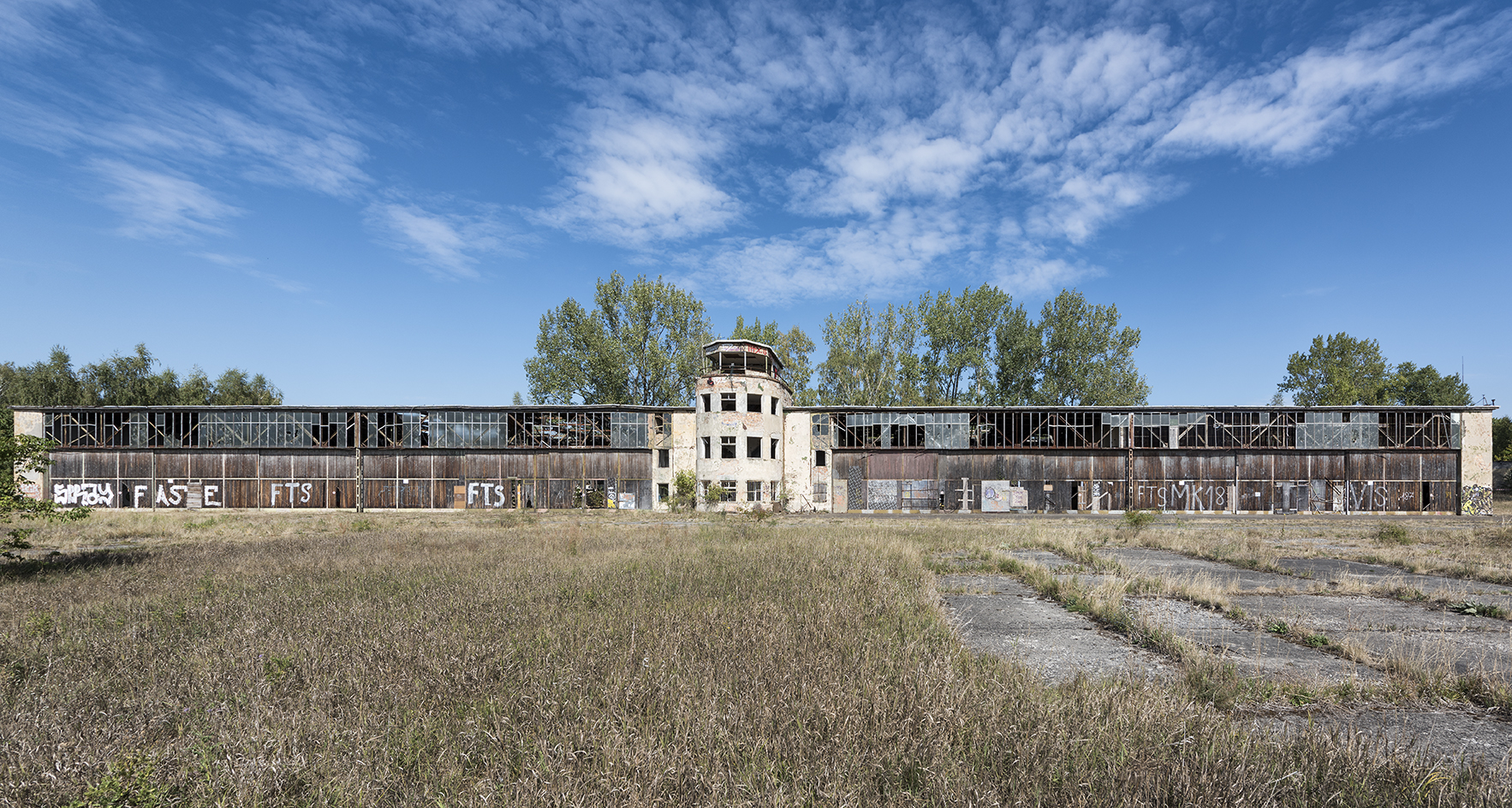
Ruïnes op het vliegveld (2018)
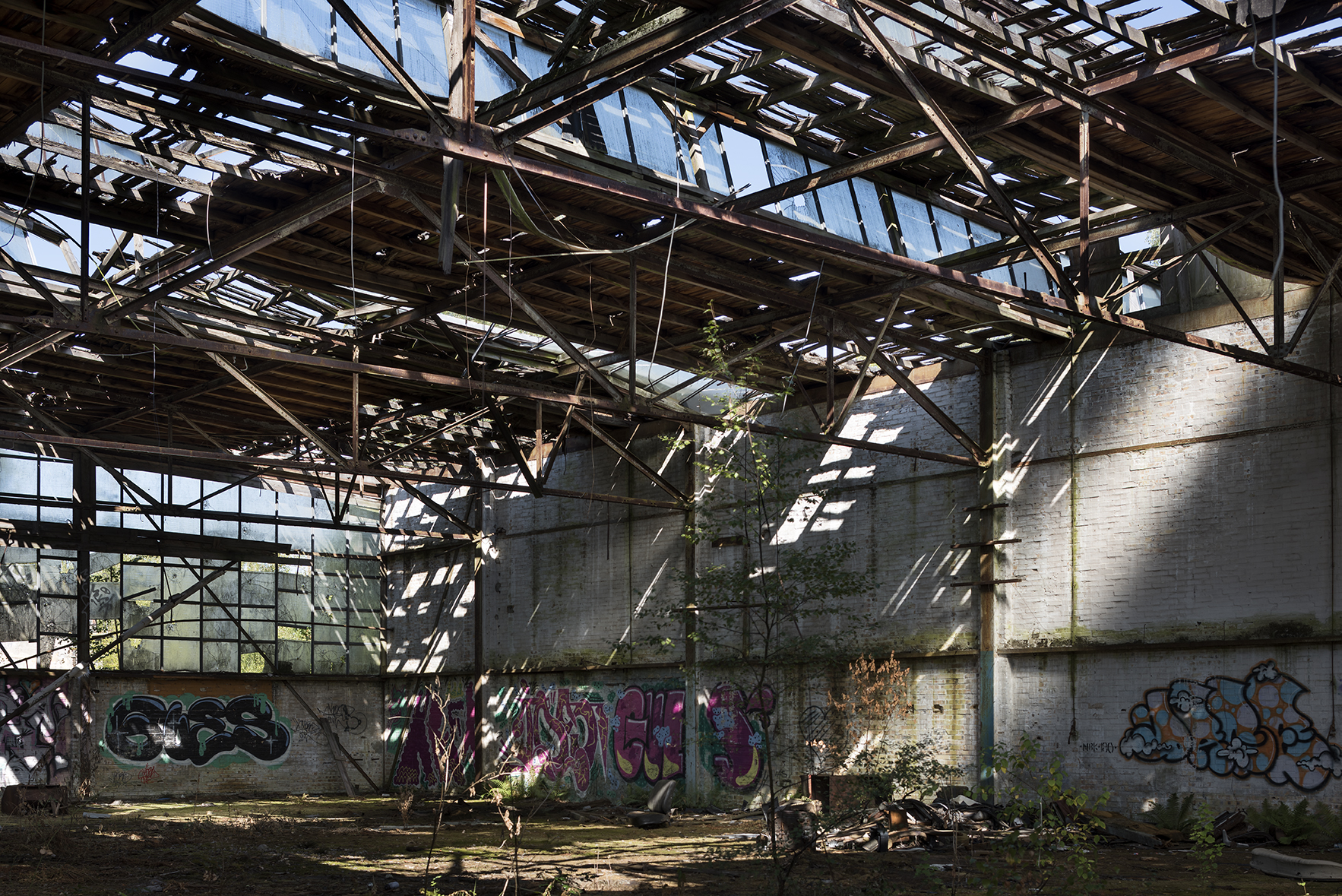
Ruïne  van de „Sonderbau“[3] (2018)
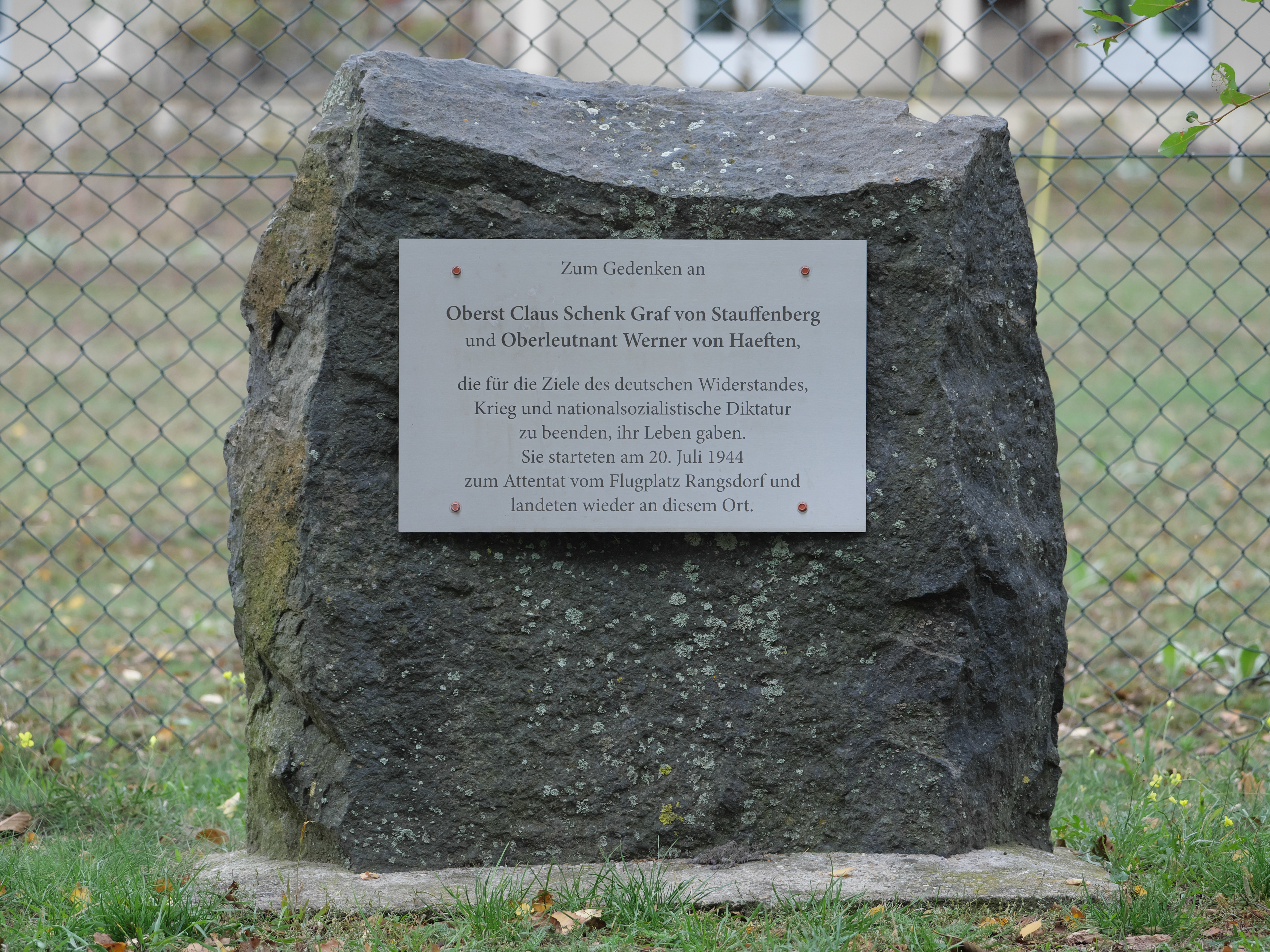
Gedenksteen Von Stauffenberg 20.7.1944 bij Rangsdorf

Hoewel het gebied reeds sinds het Neolithicum van tijd tot tijd bewoond was, waren Groß Machnow en Rangsdorf tot in de jaren-twintig van de 20e eeuw onbelangrijke, door adellijke landgoederen gedomineerde,  plattelandsdorpen.  In 1375 komt Rangsdorf voor het eerst in een document voor.
Omstreeks 1920 begon men, de Rangsdorfer See voor het toerisme te ontwikkelen. Ook werden er voor de beter gesitueerde Berlijners woon- en vakantiehuizen  gebouwd.
Omstreeks 1800 had de roemruchte Pruisische generaal Bogislav Friedrich Emanuel von Tauentzien gedurende  enige jaren het dorpje Klein Kienitz in bezit. Hij liet er een landhuis voor zijn familie bouwen, dat nog bestaat, en particulier wordt bewoond.
Van 1949 tot 1990 lag Rangsdorf in de DDR. Het staatsbedrijf Konsum exploiteerde in die tijd de vakantie-accommodaties aan de Rangsdorfer See.

### Vliegveld Rangsdorf
Twee kilometer ten zuiden van  Rangsdorf lag vanaf 1935 de Reichssportflughafen, een trainingsvliegveld voor zowel sport- als legervliegtuigen en hun piloten, onder wie de bekende Beate Uhse. De vliegtuigfabriek Bücker Flugzeugbau was er ook van 1935 tot aan het eind van de Tweede Wereldoorlog gevestigd in een monumentaal gebouwencomplex. In 1945 werd het terrein door de Sovjet-Unie bezet. Het Rode Leger gebruikte het gebied tot 1994 onder andere als onderhoudswerkplaats voor militaire helikopters. Tot 2015 was in een hotel aan de Rangsdorfer See een aan de geschiedenis van Bücker gewijd museum gevestigd. Dit museum bestaat alleen nog digitaal. Zie onderstaande link.
In juli  1944 was de Fliegerhorst Rangsdorf de locatie, van waar Claus Schenk von Stauffenberg per vliegtuig naar de Wolfsschanze vertrok, om daar de aanslag op Hitler van 20 juli 1944 te plegen. Een gedenksteen aan de oever van de Rangsdorfer See herinnert hier nog aan.
Het vliegveld had verscheidene graspistes voor starts van zweefvliegtuigen in alle windrichtingen,  want de windrichting was voor een succesvolle vlucht daarmee van essentieel belang. 
De restanten van de vliegtuigfabriek en het vliegveld staan, vanwege hun historische betekenis,  onder monumentenzorg.  In één van de gebouwen heeft een kunstenaarsechtpaar een atelier ingericht. Het is de bedoeling,  de anno 2024 in vervallen staat verkerende gebouwen ten dele te restaureren,  en deze in een vóór 2032 te realiseren nieuwe woonwijk te integreren. Ook moet er een luchtvaartmuseum ontstaan.

## Toerisme, recreatie, bezienswaardigheden

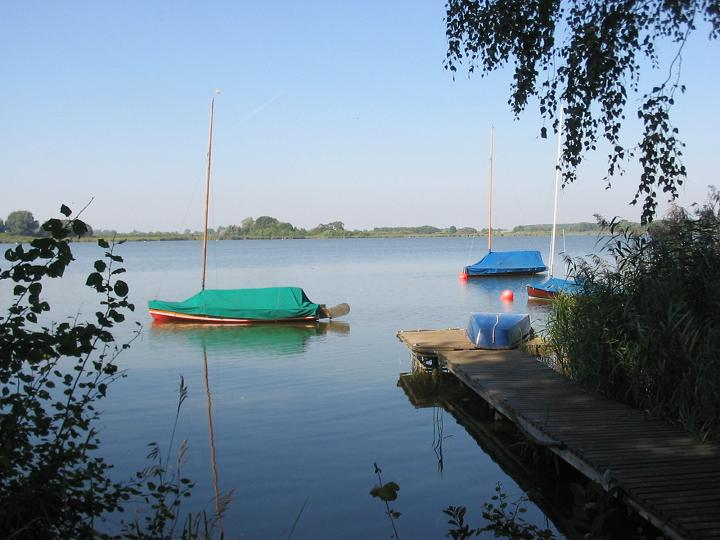
De Rangsdorfer See
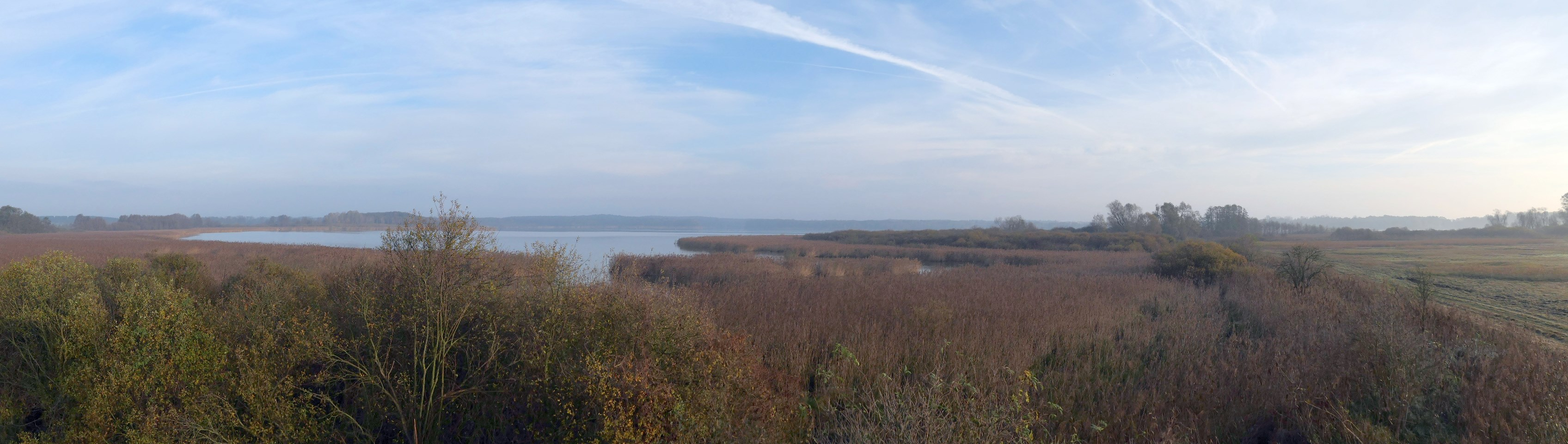
De westkant van dit meer (vogelreservaat)
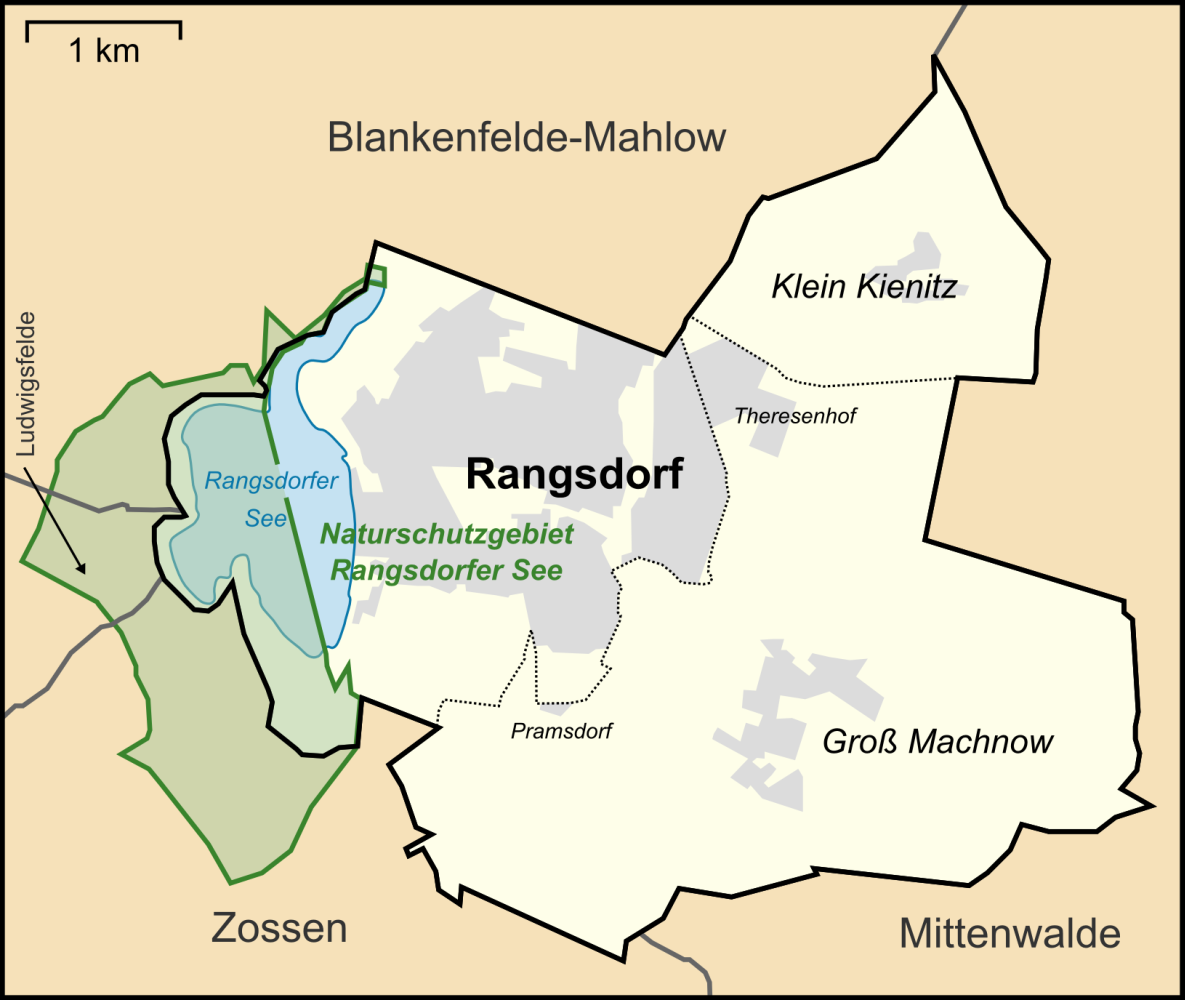
Ligging natuurreservaat Rangsdorfer See
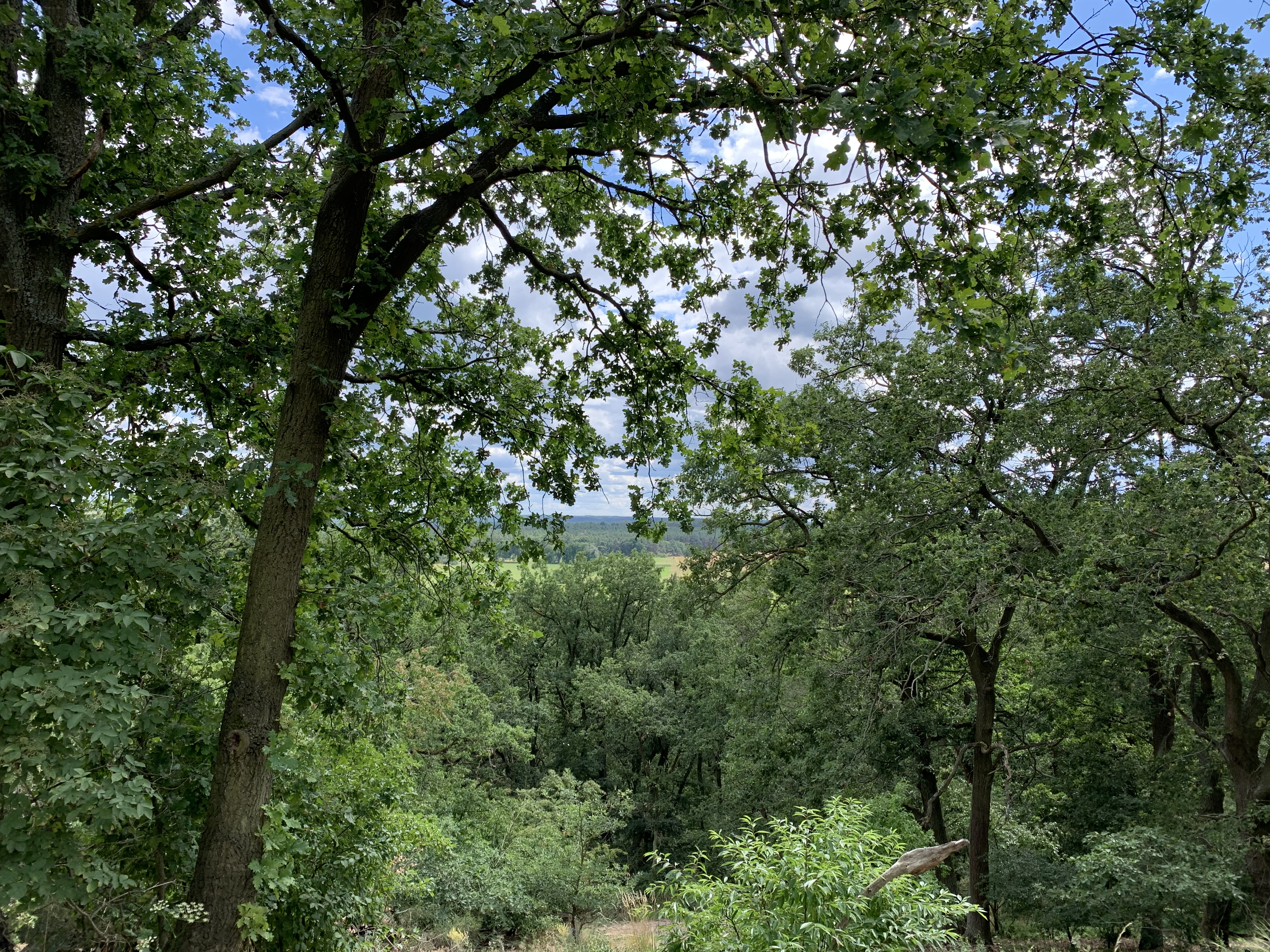
Op de Großmachnower Weinberg, kijkje in zuidelijke richting
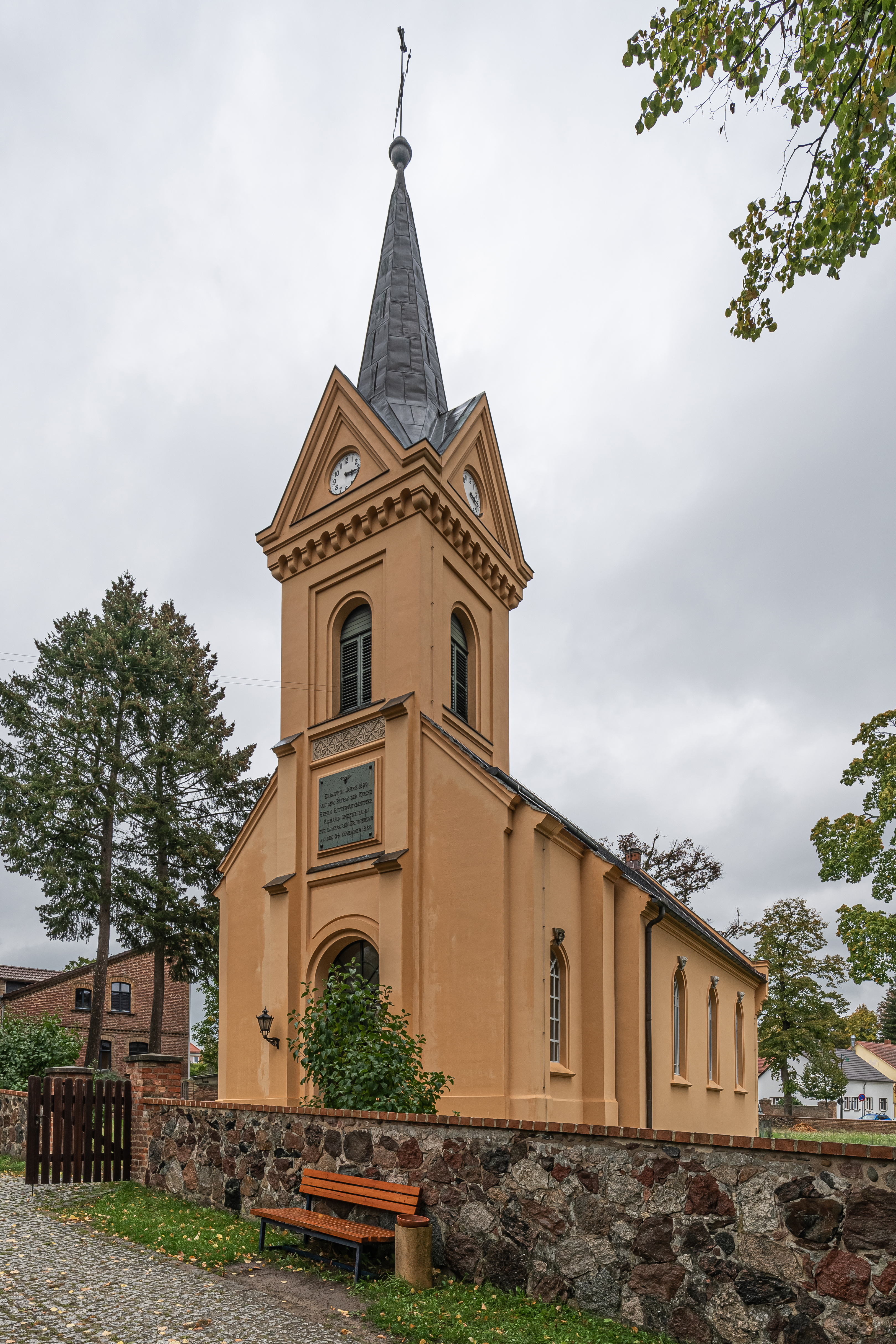
Evang.-lutherse dorpskerk (1890) te Rangsdorf
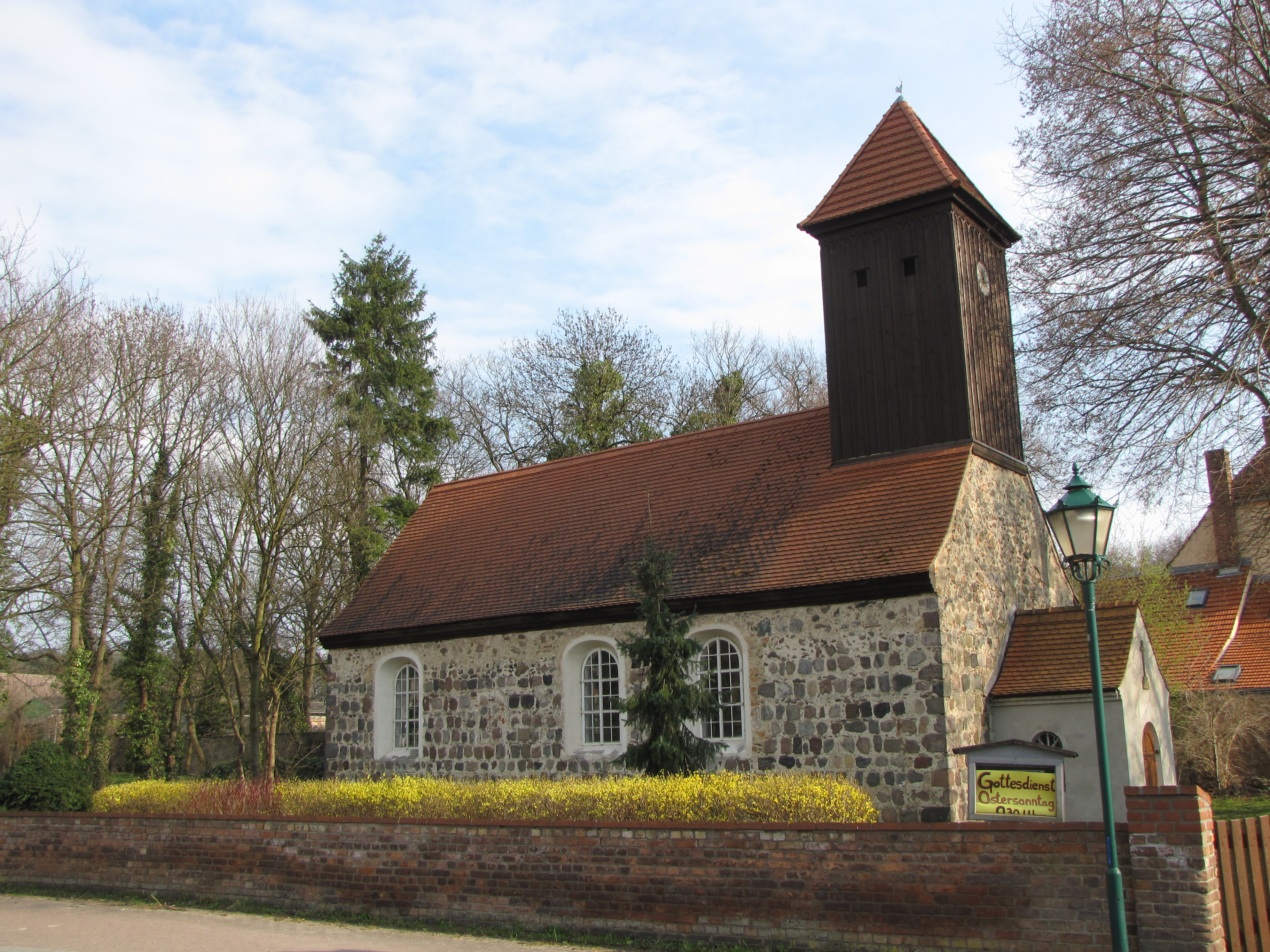
Dorpskerk Klein Kienitz (bouwjaar omstreeks 1300)

De westelijke helft van de Rangsdorfer See, welk meer aan de westkant van de gemeente Rangsdorf ligt, is deel van een 668 hectare groot, ten dele in de gemeente Zossen gelegen, vogelreservaat en, op een smal wandelpad aan de oevers na, niet toegankelijk. De oostelijke helft echter van dit meer is al sinds circa 1920 een locatie voor strandvermaak en watersportrecreatie; motorboten mogen er echter niet op varen. De Rangsdorfer See is maximaal 6 meter, gemiddeld echter slechts anderhalve meter diep, en heeft een oppervlakte van 244 hectare. Op het ondiepe meer wordt in de winter veel geschaatst, en als het ijs dik genoeg is, ook aan ijszeilen gedaan. In de zomer vinden er regelmatig zeilregatta's voor kleine zeilsportboten plaats. Bij het meer staat een groot hotel, met het woord casino in de bedrijfsnaam. Gelegenheid tot het spelen van roulette en soortgelijke kansspelen is er echter niet. Het hotel staat op de locatie van een ouder, in 1920 gebouwd, soortgelijk bedrijf, waar deze vorm van avondvertier wel werd aangeboden.
In het uiterste zuidoosten van de gemeente ligt het natuurreservaat Großmachnower Weinberg. Dit bestaat uit een grotendeels beboste, bijna 80 m hoge heuvel. Die dankt zijn naam aan tot en met de 18e eeuw hier aanwezige wijngaarden. In het niet beboste gedeelte  van dit bijna 13 hectare grote gebied komen enige in Duitsland streng beschermde, zeldzame plantensoorten voor,  zoals de bloedooievaarsbek en een soort uit de  kamperfoeliefamilie, Scabiosa canescens Waldst. & Kit.

## Partnergemeentes
Er bestaan jumelages met:
- Lichtenau in Noordrijn-Westfalen
- Pieniężno, Polen
- Fardella, Italië, uitgaande van Groß Machnow

## Persoonlijkheden
- Jean, eigenlijk: Hans Weidt, (geb. 7 oktober 1904 in Hamburg; overl. 29 augustus 1988 in Rangsdorf), belangrijk, politiek uiterst links georiënteerd balletdanser en choreograaf[5]; tijdens de Tweede Wereldoorlog actief in Parijs en Londen; na 1947 in Berlijn een centrale figuur op het gebied van modern ballet in de DDR
- Peter Hacks (geb. 21 maart 1928 in Breslau, dat toen nog in Duitsland lag; overl. 28 augustus 2003 in Groß Machnow) was in de DDR één der belangrijkste toneelschrijvers; hij was trouw aan het communisme, maar zijn werk, waartoe ook essays, romans, gedichten en verhalen voor kinderen behoren, werd vanwege de literaire kwaliteit ervan ook in het Westen gewaardeerd, en wordt nog steeds gelezen.